# Dong Zhuo
Dans ce nom, le nom de famille précède le nom personnel.
Pour les articles homonymes, voir Dong.
Dǒng Zhuó, ayant comme prénom social Zhongyin, (chinois : 董卓 né probablement entre 134 et 139 au Lintao et mort le 22 mai 192) était un précepteur impérial et premier ministre des Han, c'est un personnage du Roman des Trois Royaumes. Il a été gouverneur de Hedong.
Il est le grand-père de Dong Bai.

## Biographie
Dǒng Zhuó combattit d’abord les Turbans Jaunes avec Huangfu Song dans le nord-ouest en tant que Gouverneur de Hedong. Il fut toutefois défait mais n’écopa d’aucunes représailles puisqu’il soudoya le gouvernement. Il eut donc l’occasion de se démarquer en combattant à nouveau les Turbans Jaunes de même que les tribus Qiang. Peu après, Dǒng Zhuó gagna rapidement plusieurs promotions et devint Général de l’Armée du Front, Seigneur de Aoxiang et Préfet de Xiliang.
En l’an 189, il fut appelé à Luoyang par He Jin afin d’aider ce dernier à exterminer les eunuques de la cour impériale. Il répondit donc à l’appel en amenant une armée de 200 000 hommes et arriva dans la capitale en plein chaos. Il retrouva par la suite l’Empereur Shao et le Prince de Chenliu et les prit sous sa charge.
À partir de ce moment, Dǒng Zhuó devint très puissant et, se conduisant en tyran, il terrorisa la population par ses manières brutales et cruelles. Il assuma le titre de Ministre des Travaux puis il déposa l’Empereur Shao et nomma à sa place le Prince de Chenliu, l’Empereur Xian. Il se nomma ensuite Premier Ministre des Han et prit le contrôle du gouvernement.
En conséquence, de puissants nobles à travers l’empire assemblèrent des troupes et se réunirent pour former une coalition contre Dǒng Zhuó. La coalition se dirigea alors vers la capitale où, après avoir résisté aux attaques intenses à la Porte de Hu Lao, Dǒng Zhuó décida de brûler Luoyang et s’enfuit vers l’ouest pour établir la nouvelle capitale à Chang'an en assurant sa retraite par Lu Bu. Une fois établi à Chang'an, la résistance s’effondra et l’arrogance de Dǒng Zhuó grandit, si bien qu’il se nomma Précepteur Impérial et se construisit une gigantesque forteresse à Mei.
Pendant ce temps, son Ministre de l’Intérieur, Wang Yun, prépara un plan dans lequel il utiliserait sa fille adoptive Diao Chan afin de séduire à la fois Dǒng Zhuó et son homme de main, Lu Bu, dans le but éventuel de tuer Dǒng Zhuó. Le plan s’avéra un succès et une rivalité s’établit rapidement entre Lu Bu et Dǒng Zhuó. Ainsi, Lu Bu complota l’assassinat de Dǒng Zhuó avec Wang Yun. Enfin, Dǒng Zhuó se rendit à Chang'an où il pensa recevoir l’abdication de l’Empereur Xian, mais fut toutefois piégé et tué par Lu Bu.

### Autres articles
- Trois Royaumes de Chine et Chroniques des Trois Royaumes
- Dynastie Han
- Cai Yong, un de ses conseillers
- Dong Min, son frère
- Dong Huang, son neveu
- Fan Chou, un de ses généraux
- Hu Zhen, un de ses généraux
- Hua Xiong, un de ses généraux
- Huang Wan, un de ses ministres

### Autres personnalités
- Lu Bu
- Guan Yu